# Partit Liberal (Brasil)
El Partit Liberal (PL), anteriorment conegut com a Partit de la República (PR), és un partit polític brasiler d'ideologia conservadora en temes socials. Va ser fundat el 26 d'octubre de 2006. El seu codi electoral és el 22 i el seu president és Valdemar Costa Neto.

## Història

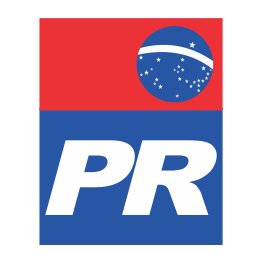
Logotip fins al 2019

El Partido da República va néixer per la unió de dues formacions de centre conservador: el Partit Liberal i el Partit de la Reconstrucció de l'Ordre Nacional (PRONA). Aquesta unió es va produir per sobrepassar la barrera electoral situada en el 5% dels vots al Congrés Nacional i per plantejar una reformulació del partit, que s'havia vist implicat per l'escàndol de les mensualitats del primer govern Lula, ja que el seu president, Costa Neto, en fou un dels planificadors.
Al principi, el Partit Laborista del Brasil també es va unir a aquest partit, però diversos desacords sobre el programa polític amb les altres dues formacions va impedir l'acord. Amb els resultats de les eleccions del 2006, el PR va aconseguir 25 diputats i 3 senadors. Entre els seus afiliats destacaven Inocêncio de Oliveira, diputat i Alfredo Nascimento, senador i ministre. José Alencar, vicepresident del govern.
El 2016, el PR va viure una lluita interna entre els partidaris i els detractors del procés de destitució de Dilma Rousseff. L'any 2019, el partit va sol·licitar formalment recuperar l'antic nom de Partido LIberal.
El 30 de novembre de 2021, el president del Brasil, Jair Bolsonaro, i el seu fill, el senador Flávio Bolsonaro, es van afiliar al PL per participar en les eleccions generals brasileres de 2022. El president va arribar al segon torn de les presidencials, mentre que el partit va obtenir 78 diputats federals i 9 senadors.

## Resultats electorals

### Eleccions legislatives
| Any  | Cambra de Diputats | Cambra de Diputats | Cambra de Diputats | Cambra de Diputats | Senat Federal | Senat Federal | Senat Federal | Senat Federal | Govern   |
| Any  | Vots               | %                  | Escons             | +/–                | Vots          | %             | Escons        | +/–           | Govern   |
| ---- | ------------------ | ------------------ | ------------------ | ------------------ | ------------- | ------------- | ------------- | ------------- | -------- |
| 2010 | 7,311,655          | 7.57               | 42 / 513           | Nou                | 4,649,024     | 2.73          | 4 / 81        | Nou           | Coalició |
| 2014 | 5,635,519          | 5.79               | 34 / 513           | 8                  | 696,462       | 0.78          | 4 / 81        | =             | Coalició |
| 2018 | 5,224,591          | 5.31               | 33 / 513           | 1                  | 3,130,082     | 1.83          | 2 / 81        | 2             | Coalició |
| 2022 | 18,228,958         | 16.54              | 99 / 513           | 66                 | 25,278,764    | 24.86         | 13 / 81       | 11            | Oposició |